# Governo della Croazia
Il Governo della Croazia (in croato Vlada Republike Hrvatske), formalmente Governo della Repubblica di Croazia comunemente abbreviato Governo croato (in croato hrvatska Vlada), è l'organo costituzionale cui è attribuito il potere esecutivo. I suoi poteri sono fissati dalla Costituzione.
La Croazia è una democrazia parlamentare con responsabilità e doveri di vasta portata per il Presidente croato. Il Presidente della Repubblica ha il compito di incaricare il primo ministro il quale forma il governo.
Il governo è guidato dal Presidente del governo (Predsjednik Vlade o donna Predsjednica Vlade), anche chiamato primo ministro (premier o premijerka al femminile). Consiste del Primo ministro, dei suoi vice e dei ministri.
L'Edificio governativo è il Banuspalais (Banski dvori) a Zagabria. Di fronte a questo edificio vi è la sede del Parlamento croato (Sabor)

## Storia
Seguendo la Dichiarazione di Indipendenza della Croazia, Stjepan Mesić è stato il primo primo ministro, il suo gabinetto è stato approvato il 30 maggio 1990 ed entrò in carica il 25 luglio 1990.
Dalla fine del dominio comunista, la Repubblica di Croazia ha avuto 14 governi guidati da 12 primi ministri. Nove governi sono stati costituiti dall'Unione Democratica Croata, tre dal Partito Socialdemocratico di Croazia, uno guidato da un primo ministro indipendente e da un governo di unità nazionale (formato durante il picco della Guerra di indipendenza croata).